# Jaromír Zeman
Jaromír Zeman (Praga, 12 de agosto de 1886 - ?) foi um tenista da Boémia.
Jaromír Zeman participou dos Jogos Olímpicos de 1912, em simples e duplas.